# Sony Xperia XZ2
Sony Xperia XZ2  — це смартфон на базі Android, який продавався та вироблявся Sony Mobile. Цей пристрій, що є частиною серії Xperia X, був анонсований громадськості разом із Xperia XZ2 Compact на прес-конференції, що відбулася на щорічному заході Mobile World Congress 2018, 26 лютого 2018 року. Він оснащений бездротовою зарядкою Qi, системою динамічної вібрації, записом відео 4K HDR і без стандартного роз’єму для навушників 3,5 мм.
Sony Xperia XZ2 Compact  відповідно, зменшена версія звичайного XZ2. Відрізняється розмірами і характеристики які випливають із цього: 5-дюймовий екран 135 мм у висоту, 65 мм у ширину, 12,1 мм у товщину, вага приблизно 168 г, пластиковий задній корпус, 4 ГБ оперативної пам'яті і батарея 2870 мА·год. Смартфон став останнім у своїй лінійці Compact, офіційно Sony заявила про припинення розвитку лінійки в 2019 році, хоча після заяви Sony ще виходять компактні телефони, як середнього класу Xperia Ace, так і флагманські Xperia 5.
В Україні магазин ALLO відкрив передзамовлення на смартфони вже 1 березня 2018 року, тоді стало відомо що пристрої поступлять у продажу 17 березня за ціною 24 999 грн за звичайний XZ2 і 19 999 грн за XZ2 Compact.

## Дизайн
Xperia XZ2 використовує новий дизайн «Ambient Flow». Він складається з нового корпусу алюмінієвого сплаву 7000 серії, який має вигнуті краї навколо пристрою, і стійких до подряпин передніх і вигнутих задніх скляних 2.5D панелей, виготовлених із Corning Gorilla Glass 5, що забезпечує симетричний і викривлений дизайн. Найбільш визначальною зміною в Xperia XZ2, а також у Xperia XZ2 Premium і XZ2 Compact є розміщення камери на задній панелі. Тепер він симетрично розташований вище центру пристрою, а не у верхній лівій частині, як на попередніх смартфонах Xperia. Антена NFC розміщена вздовж системи потрійного розпізнавання зображень, модуля камери MotionEye і датчика відбитків пальців вже для всього світу, симетрично вирівняних біля верхньої центральної осі пристрою. На передній панелі розміщено покращені подвійні фронтальні стереодинаміки, один на верхній панелі разом із фронтальною камерою на 5 Мп, датчиком зовнішнього освітлення та наближення та світлодіодом сповіщень, а інший на нижній панелі в подовженій щілині вздовж краю скла і рами.
Пристрої поставляється в 4 кольорах: Liquid Black, Liquid Silver, Deep Green і Ash Pink.

## Технічні характеристики

### Апаратне забезпечення
Xperia XZ2 працює на базі Qualcomm Snapdragon 845, побудованим за 10-нм техпроцесом з 8 процесорами Kryo 385 (4x 2,7 ГГц і 4x 1,7 ГГц), 4/6 ГБ оперативної пам’яті LPDDR4X і використовує Adreno 630 для обробки графіки. Пристрій також має внутрішню пам’ять об’ємом 64 ГБ і поставляється у версіях з однією та двома SIM-картами, причому обидві з підтримкою LTE Cat. 16 із 3x агрегації носіїв, конструкція антени 4x4 MIMO із загальною кількістю 8 антен. Він також підтримує карту microSDXC об’ємом до 400 ГБ за допомогою гібридного слота двох-SIM.

### Камера
Дебютований у Xperia XZs і XZ Premium, перший у світі тришаровий сенсор зображення із стекуванням пам'яті DRAM для смартфонів. Датчик, відомий як Sony IMX400, має чип оперативної пам’яті, затиснутий між шарами датчика та керуючої схеми, який служить великим і швидким буфером, куди датчик може тимчасово вивантажити значну кількість захоплених даних, перш ніж передавати їх у внутрішню пам’ять телефону, для обробки. Це дозволяє камері записувати надповільне відео зі швидкістю 960 кадрів в секунду і стабільною роздільною здатністю 720p. Запис у надповільній зйомці лише 0,18 секунди на буфер через обмеження.
Xperia XZ2 запозичив камеру Motion Eye у Xperia XZ Premium і Xperia XZ1. Він містить 19 Мп 1/2,3-дюймовий сенсор Exmor RS for mobile з кроком пікселів 1,22 мкм, діафрагмою f/2,0 і G-об’єктивом шириною 25 мм. Він також оснащений записом відео 4K HDR, першим для Sony, який підтримує стабілізацію відео SteadyShot поряд зі стандартними 1080p/30 кадрів/с, високошвидкісною 1080p/60 кадрів/с і 120 кадрів/с у варіанті 720p. Фронтальна селфі-камера має 5-мегапіксельний сенсор (1/5") з об'єктивом 23 мм, f/2,2, ширококутний об'єктив 90 градусів і SteadyShot з інтелектуальним активним режимом (5-осьова стабілізація).

#### Технологія Triple Image Sensing
Xperia XZ2 має технологію Triple Image Sensing, який появився з Xperia XZ Premium як стандарт. Він складається з систем розпізнавання зображення (КМОН-сенсор з PDAF), датчика відстані (лазерний датчик автофокусування) і датчика кольору (RGBC-IR), а також гібридного автофокусу, який використовує фазове виявлення (PDAF) для фіксації фокусу на об’єкті протягом 0,03 секунди, а також включає виявлення фази та контрасту разом із прогнозованим відстеженням руху. Він також має лазерний датчик автофокусування для швидкого відстеження та фіксації фокусування на об’єкті, а також датчик кольору RGBC-IR (RedGreenBlueClear-InfraRed), який допомагає функціонувати баланс білого камери, надаючи додаткові дані про умови освітлення навколишнього середовища для камери. Він також має SteadyShot з Intelligent Auto на додаток до п’ятиосьової стабілізації зображення за допомогою рухомої матриці, вперше побаченої в Xperia XZ. Motion Eye Camera в Xperia XZ2 також має Predictive Capture. Коли камера виявляє швидкий рух, камера автоматично робить максимум чотири фотографії до натискання кнопки спуску затвора, а потім дозволяє користувачеві вибрати найкращу. Це робиться без будь-якого втручання користувача і стає можливим завдяки тому ж вбудованому чипу оперативної пам’яті на сенсорі зображення, який використовується для зйомки суперповільних відео з частотою 960 кадрів в секунду.

#### 3D Creator
Xperia XZ2 також здатний знімати 3D-об’єкти без необхідності установки подвійної камери, функція, яка вперше була реалізована в Xperia XZ1. Він використовує вбудовану DRAM IMX400 для розвантаження записаних даних, перш ніж їх об’єднати та створити у власній програмі 3D Creator, створюючи майже ідеальне відтворення об’єкта, будь то обличчя людини, ціла голова чи будь-який об’єкт, який користувач може захотіти зняти. Після цього користувачеві надається можливість використовувати відтворене 3D-зображення на включених анімованих фігурах для більш творчого підходу або роздрукувати його на 3D-принтері схваленими компаніями Sony, що займаються 3D-друком, і все це в самому додатку.

### Батарея
Xperia XZ2 живиться від незнімного акумулятора ємністю 3180 мА·г. Заряджання та передача даних здійснюється через порт USB-C з підтримкою USB 3.1 і бездротової зарядки Qi. Він також має вбудовану технологію адаптивної зарядки Qualcomm QuickCharge 3.0 і Qnovo. Це дозволяє пристрою контролювати електрохімічні процеси в елементі в режимі реального часу і відповідно коригувати параметри зарядки, щоб мінімізувати пошкодження елемента і продовжити термін служби акумулятора.

#### Battery Care
Xperia XZ2 також оснащений Battery Care, власним алгоритмом зарядки Sony, який керує процесом заряджання телефону за допомогою машинного навчання. Він розпізнає звички користувача щодо заряджання протягом певного періоду та автоматично підлаштовується під схему, наприклад, заряд протягом ночі, зупиняючи початкову зарядку приблизно до 80-90 відсотків, а потім продовжуючи її до повного завершення з того місця, де вона зупинилася наступного дня. Це ефективно запобігає непотрібному пошкодженню елементів батареї від надмірного тепла та струму через перезаряд, що ще більше збільшує термін служби батареї.

### Аудіо та інтерфейси
Xperia XZ2 є першим пристроєм Xperia, який не має стандартного аудіороз’єму 3,5 мм, що викликало неоднозначну реакцію як користувачів, так і критиків. Натомість, було покращено бездротове підключення аудіо разом із LDAC, технологією кодування аудіо, розробленою власноруч компанією Sony, яка присутня в проекті з відкритим вихідним кодом Android , що дозволяє передавати 24-розрядні файли. Аудіовміст високої роздільної здатності/96 кГц (Hi-Res) через Bluetooth зі швидкістю до 990 кбіт/с, що втричі швидше, ніж звичайні кодеки потокового аудіо, на сумісні аудіопристрої.
Інші варіанти підключення включають Bluetooth 5 з aptX HD і Low Energy, NFC, антени 4x4 MIMO для швидкого Wi-Fi і швидкісного вивантаження/завантаження стільникового зв’язку, дводіапазонний Wi-Fi a/b/g/n/ac, Wi-Fi Direct, MirrorLink, трансляція екрана через Miracast і Google Cast, DLNA, GPS (з A-GPS), Галілео, GLONASS, і Бейдоу. Xperia XZ2, як і більшість смартфонів високого класу, не має FM-радіо.

## Програмне забезпечення
Sony Xperia XZ2 був запущений з операційною системою Android 8.0 «Oreo», а також режимами економії заряду акумулятора Smart Stamina та власними мультимедійними додатками Sony. 12 жовтня 2018 року остання версія Android 9.0 «Pie» почала випускатися в OTA оновлення разом із щомісячними оновленнями безпеки для користувачів у всьому світі. 6 січня 2020 року вийшло останнє велике оновлення для всіх версій XZ2, Android 10, проте воно виявилась і проблемною. Користувачі почали жалітися на сповільнену реакцію датчика відбитки пальців, зависання, самостійний перезапуск смартфона і т.д. Примітно що XZ2 не єдиний смартфон Sony який отримав Android 10 "із сюрпризом", разом з ним проблеми стосувалися інших флагманів XZ3, 5 і 1.